# Castello del Principe
Il castello del Principe o castel Fürstenburg (in ted. Fürstenburg) è un castello medioevale presso la frazione di Burgusio, all'interno del territorio comunale di Malles Venosta, in val Venosta, in Alto Adige.
Il castello si trova in mezzo alla vallata, ad una quota di 1200 metri e si trova proprio al di sotto dell'abbazia di Monte Maria.

## Storia

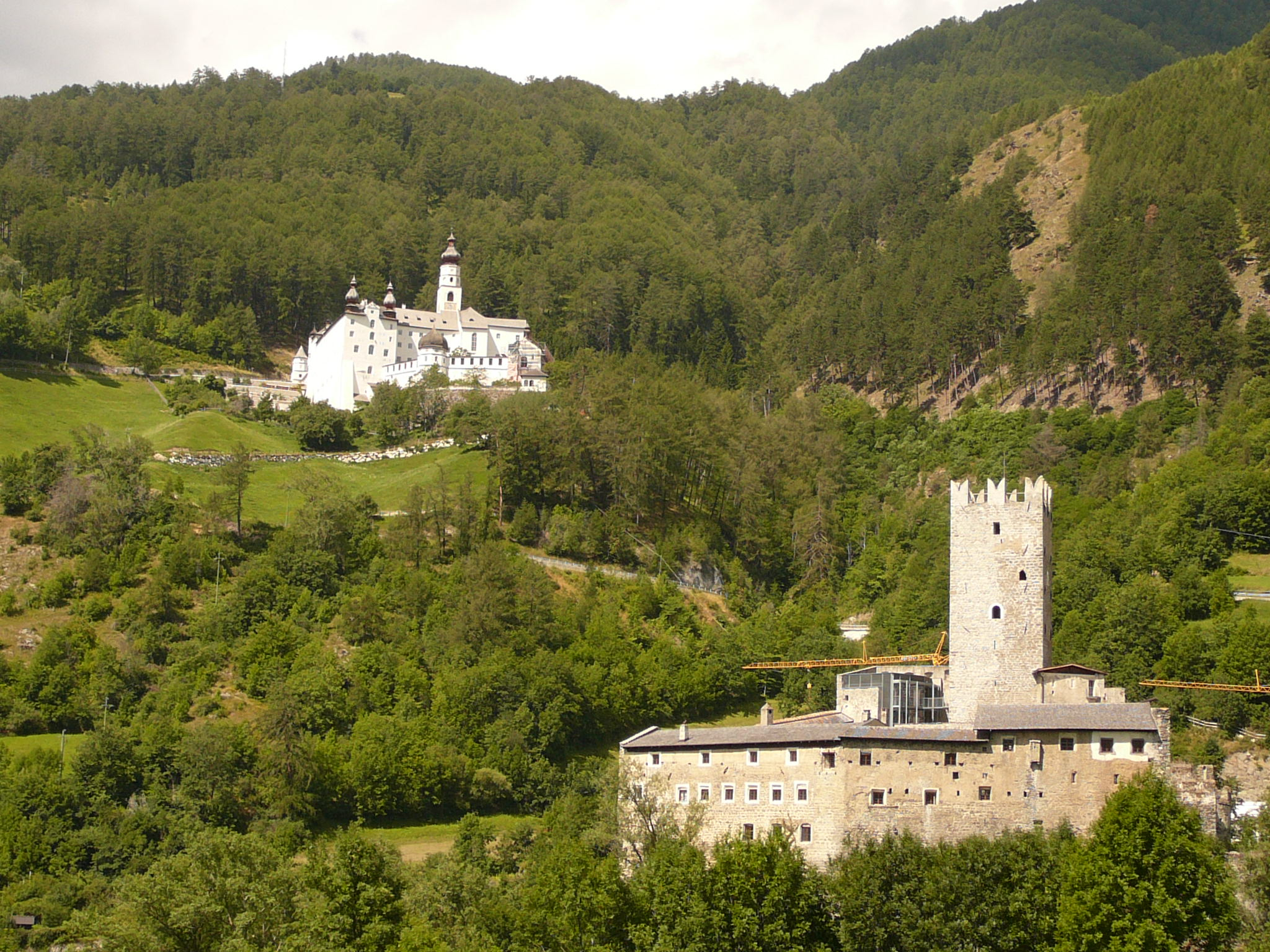
Il castello sovrastato dall'Abbazia di Monte Maria

L'edificio, fu eretto tra il 1272 e il 1282, e presenta un'unica torre quadrata. Molto probabilmente la rocca fu costruita sulla base di edifici preesistenti.
Successivamente il castello subì un restauro, tra il XVI e il XVII secolo, con anche alcune ricostruzioni.
Il castello svolse successivamente diverse funzioni; inizialmente fu sede dei vescovi di Chur (Coira), assurti al rango principesco. Nei secoli successivi invece il castello fu adibito a diversi usi: infatti la rocca fu sede di un tribunale, fu anche utilizzato come ricovero di fortuna, caserma, prigione e, infine, come fabbrica di birra.
Nel 1952 si decise di far rinascere il castello, e fu quindi utilizzato come sede della Scuola professionale per l'agricoltura di lingua tedesca, la Fachschule für Land- und Forstwirtschaft Fürstenburg, che prende il suo nome dal castello.
A seguito dell'improvviso crollo della torre della rocca, nel 1996 si procedette a un recupero generale dell'intero sito: promossi dall'allora direttore dell'istituto, Dr. Georg Flora, i complessi lavori di restauro e di ammodernamento dell'antica fabbrica furono seguiti dall'architetto Werner Tscholl.